# سالم (مسلسل)
سالم (بالإنجليزية: Salem)‏ هو مسلسل رعب خارق للطبيعة أمريكي من تأليف برانون براغا وآدم سيمون، المسلسل مبنى على محاكمات السحر في سالم.المسلسل من بطولة جانيت مونتغومري، شين ويست، سيث غابيل، تامزين مرشانت، أشلي ماديكوي، أيدو غولدبرغ، اكساندر بيركلي وأوليفر بيل.

## وصلات خارجية
- سالم (مسلسل) على موقع IMDb (الإنجليزية)
- سالم (مسلسل) على موقع ميتاكريتيك (الإنجليزية)
- سالم (مسلسل) على موقع روتن توميتوز (الإنجليزية)
- سالم (مسلسل) على موقع نتفليكس (الإنجليزية)
- سالم (مسلسل) على موقع كينوبويسك (الروسية)
- سالم (مسلسل) على موقع ألو سيني (الفرنسية)
- سالم (مسلسل) على موقع قاعدة بيانات الفيلم (الإنجليزية)